# Cezarjevi invaziji na Britanijo
Med svojimi Galskimi vojnami je Julij Cezar dvakrat napadel Britanijo: leta 55 in 54 pr. n. št. Cezar je prvič s seboj vzel le dve legiji in dosegel le izkrcanje na obali Kenta. Druga invazija je obsegala 800 ladij, pet legij in 2.000 konjenikov. Sila je bila tako mogočna, da se keltski Britanci niso uprli Cezarjevemu izkrcanju, temveč so počakali, da se je začel premikati v notranjost.  Cezar je sčasoma prodrl v Middlesex in prečkal reko Temzo, s čimer je britanskega vojskovodjo Cassivellauna prisilil, da je plačal davek Rimu, in postavil Mandubracija iz plemena Trinovantov za klientnega kralja. Rimljani so se nato vrnili v Galijo, ne da bi osvojili katero koli ozemlje.
Cezar je poročila o obeh invazijah vključil v svoj Commentarii de Bello Gallico, ki vsebuje najzgodnejše ohranjene pomembne opise očividcev o prebivalcih, kulturi in geografiji otoka. To je dejansko začetek pisane zgodovine ali vsaj protozgodovine Velike Britanije.

## Britanija pred Cezarjem
Britanija je bila že dolgo znana v takratnem klasičnem svetu kot vir kositra. Obalo je raziskoval grški geograf Piteas v 4. stoletju pred našim štetjem, morda pa jo je raziskal še prej v 5. stoletju, kartažanski mornar Himilko Pomorščak. Toda za mnoge Rimljane je bil otok, ki je ležal onkraj Oceana tistega, kar je bilo zanje rob znanega sveta, dežela velike skrivnosti. Nekateri rimski pisci so celo vztrajali, da ne obstaja, in poročila o Piteasovem potovanju zavrnili kot prevaro.
Britanija je imela v času vladavine Julija Cezarja kulturo železne dobe z ocenjenim prebivalstvom med enim in štirimi milijoni. Arheološke raziskave kažejo, da je bilo njeno gospodarstvo v veliki meri razdeljeno na nižinska in gorska območja. V nižavju jugovzhodnega dela so velika območja rodovitne zemlje omogočala obsežno poljedelstvo, komunikacija pa se je razvila vzdolž starodavnih poti, kot so Icknieldova pot, Romarska pot in Jurska pot ter plovnih rek, kot je reka Temza. V višavju, severno od meje med Gloucesterjem in Lincolnom, so bila obdelovalna zemljišča na voljo le v izoliranih žepih, zato je bila živinoreja, ki jo je podpiralo vrtnarjenje pogostejše kot ustaljeno kmetijstvo, komunikacija pa je bila težja. Naselja so bila običajno zgrajena na višje ležečih predelih in utrjena, na jugovzhodu pa so se na nižjih tleh, pogosto ob rečnih prehodih, začeli graditi oppidijumi, kar kaže na to, da je trgovina postajala vse pomembnejša. Trgovski stiki med Britanijo in celino so se povečali od rimske osvojitve Narbonske Galije leta 124 pr. n. št., italijansko vino pa se je uvažalo prek polotoka Armorike, večina pa je prispela na Hengistbury Head v Dorsetu.
Cezarjevo pisno poročilo o Britaniji pravi, da so Belgi iz severovzhodne Galije že prej izvajali napade na Britanijo in ustanavljali naselja na nekaterih njenih obalnih območjih in da je v živem spominu Diviciacus, kralj Suessionesov imel oblast tako v Britaniji kot v Galiji. Britanski kovanci iz tega obdobja kažejo zapleten vzorec vdora. Najstarejši galsko-belgijski kovanci, ki so jih našli v Britaniji, izvirajo iz obdobja pred letom 100 pr. n. št., morda že iz leta 150 pr. n. št., kovani so bili v Galiji in so bili najdeni predvsem v Kentu. Kasnejši kovanci podobne vrste so bili kovani v Britaniji in jih najdemo vzdolž vse južne obale vse do Dorseta na zahodu. Zdi se, da je bila belgijska moč skoncentrirana na jugovzhodni obali, čeprav se je njihov vpliv širil dlje proti zahodu in v notranjost, morda prek poglavarjev, ki so vzpostavili politični nadzor nad domačim prebivalstvom.

## Motivacija
Cezar je osvajal Galijo od leta 58 pr. n. št., leta 56 pr. n. št. pa je po porazu Armoriških Venetov v pomorski bitki pri Morbihanu zavzel večino severozahodne Galije.
Cezarjev izgovor za invazijo je bil, da je »skoraj v vseh vojnah z Galci sovražniku prišla pomoč iz te dežele«, saj so begunci med galskimi Belgi bežali v belgijska naselja v Britaniji in Veneti iz Armorike, ki so nadzorovali pomorsko trgovino z otokom, so leta 56 pr. n. št. poklicali na pomoč svoje britanske zaveznike, da bi se zanje borili proti Cezarju. Strabon pravi, da je bil namen venetskega upora leta 56 pr. n. št. preprečiti Cezarju potovanje v Britanijo in motiti njihovo trgovsko dejavnost, kar nakazuje, da je bila možnost britanske odprave do takrat že obravnavana.
Morda je bila to tudi krinka za raziskovanje britanskih mineralnih virov in gospodarskega potenciala: pozneje se Cicero sklicuje na razočarajoče odkritje, da na otoku ni zlata ali srebra; in Svetonij poroča, da naj bi Cezar odšel v Britanijo iskat bisere.
Vendar pa je bil to morda izgovor za pridobitev ugleda v očeh rimskega ljudstva zaradi Pompejevega in Krasovega konzulstva. Po eni strani sta bila Cezarjeva politična zaveznika, Krasov sin pa se je leto prej boril pod njim. Bila pa sta tudi njegova tekmeca in sta imela izjemen sloves (Pompej je bil odličen general, Kras pa izjemno bogat). Ker sta konzula zlahka vplivala na javno mnenje in ga kupovala, je moral Cezar ostati v javnosti. Njegova rešitev je bila prečkati dve vodni površini, ki ju še nobena rimska vojska ni poskusila prečkati: Ren in Rokavski preliv.

## Prva invazija (55 pr. n. št.)

### Načrtovanje in izvidnica
Cezar je poklical trgovce, ki so trgovali z otokom, vendar mu niso mogli ali niso želeli dati nobenih koristnih informacij o prebivalcih in njihovih vojaških taktikah ali o pristaniščih, ki bi jih lahko uporabljal, verjetno zato, ker niso želeli izgubiti svojega monopola nad trgovino čez Rokavski preliv. Poslal je tribuna Gaja Volusena, da bi z eno samo vojno ladjo izvidoval obalo. Verjetno je pregledal obalo Kenta med Hythe in Sandwich, vendar ni mogel pristati, ker si "ni upal zapustiti svoje ladje in se zaupati barbarom" in se po petih dneh vrnil, da bi Cezarju sporočil podatke, ki jih je uspel zbrati.
Do takrat so prispeli veleposlaniki nekaterih britanskih plemen, ki so jih trgovci opozorili na bližajočo se invazijo in obljubili svojo predajo. Cezar jih je poslal nazaj skupaj s svojim zaveznikom Commiusom, kraljem belgijskih Atrebatov, da bi s svojim vplivom pridobili čim več drugih plemen.
Zbral je floto, ki jo je sestavljalo osemdeset transportnih ladij za prevoz vojakov, zadostnih za prevoz dveh rimskih legij (VII. legija Claudia in X. legija Equestris) ter neznanega števila vojnih ladij pod poveljstvom kvestorja v neimenovanem pristanišču na ozemlju Morinov, skoraj zagotovo Itius Portus (danes Saint-Omer). Iz drugega pristanišča, verjetno Ambleteuse, naj bi odplulo še osemnajst transportnih ladij s konjenico. Te ladje so bile morda trireme ali bireme, morda pa so bile prirejene po venetskih načrtih, ki jih je Cezar videl že prej ali pa so bile celo zasežene od Venetov in drugih obalnih plemen.
Konec poletja 55 pr. n. št., čeprav je bilo za sezono pohodov že pozno, se je Cezar odločil, da se vkrca za Britanijo.

### Izkrcanje
Očitno v naglici je Cezar pustil garnizijo v pristanišču in se "ob tretji straži" (precej po polnoči) 23. avgusta odpravil na pot z legijami, da bi prispel v Britanijo ob zori, konjenica pa je morala odkorakati do svojih ladij, se vkrcati in se mu čim prej pridružiti. Glede na poznejše dogodke je bil odhod brez konjenice bodisi taktična napaka bodisi (skupaj z dejstvom, da so legije prišle brez prtljage ali težke oblegovalne opreme) potrjuje, da invazija ni bila namenjena popolni osvojitvi.
Cezar je sprva poskušal pristati, a ko je zagledal obalo, so ga množične sile keltskih  Britov, zbrane na razglednih hribih, odvrnile od pristanka tam. Potem ko je tam čakal na sidru "do devete ure" (okoli 15. ure) in čakal, da pridejo njegove oskrbovalne ladje iz drugega pristanišča, je medtem sklical vojni svet in ukazal floti naj pluje proti severovzhodu vzdolž obale do odprte plaže, verjetno pri Ebbsfleet, Thanet.
Britanci so sledili tempu Rimljanov in postavili naproti impresivno silo, vključno z konjenico in bojnimi vozovi, legije pa so oklevale z izkrcanjem. Še huje je bilo, da so bile naložene rimske ladje prenizko v vodi, da bi se približale obali in vojaki so se morali izkrcati v globoki vodi, medtem ko jih je sovražnik ves čas napadal iz plitvine. Končno je legijski praporščak skočil v morje in se prebrodil do obale. Zajem legijskega praporja (aquila) v boju je bilo največje ponižanje, zato so se možje izkrcali, da bi zaščitili praporščaka. Po nekaj odlašanja se je končno oblikovala bojna vrsta in Britanci so se umaknili. Pomožne enote konjenice kljub več poskusom niso mogle prečkati reke, zato Cezar ni mogel zasledovati Britancev.

### Kraj izkrcanja
Nedavna arheološka izkopavanja, ki jih je izvedla Univerza v Leicesterju kažejo, da je bilo verjetno nabrežje pri Ebbsfleetu v zalivu Pegwell, kjer so bili odkriti artefakti in obsežni zemeljski nasip iz tega obdobja. Če je imel Cezar s seboj tako veliko floto, kot je bilo domnevano, je možno, da bi se nabrežje ladij raztezalo na več kilometrov od Walmerja proti zalivu Pegwell.
Najdišče v Ebbsfleetu je danes obrambni ograjen prostor, ki je zaradi zamuljenja nekdanjega kanala Wantsum oddaljen približno 1 km od morja, v antiki pa je bilo na polotoku, ki je štrlel v morje. Obrambni jarek je obdajal območje več kot 20 ha na obali.

### Spopadi
Rimljani so postavili tabor in sprejeli veleposlanike, kateri so jim izročili Commiusa, ki so ga Briti zajeli takoj po prihodu v Britanijo. Cezar trdi, da se je pogajal z močnega položaja in da so britanski voditelji, ki so za svoje napade nanj krivili navadne ljudi v samo štirih dneh prestrašeni dali talce, nekatere takoj, druge pa, ko so jih lahko pripeljali iz notranjosti in razpustili svojo vojsko. Ko pa je njegova konjenica prišla na kraj izkrcanja, se je nato razkropila in se zaradi neviht vrnila v Galijo, saj je primanjkovalo hrane. Cezarja presenetile visoke britanske plime in nevihta. Njegove nasedle vojne ladje so se napolnile z vodo, njegova transportna plovila, ki so bila zasidrana, pa so se zaletavala druga v drugo. Nekatere ladje so bile razbite, mnoge druge pa so postale neprimerne za plovbo zaradi izgube vrvi ali druge vitalne opreme, kar je ogrozilo povratno pot.
Britanci so se tega zavedali in upali, da bodo Cezarja čez zimo obdržali v Britaniji in ga tako izstradali do podrejenosti, zato so ponovili napad in iz zasede napadli eno od legij, ki je iskala hrano v bližini rimskega tabora. Ekipo za iskanje hrane je zamenjal preostanek rimske sile in Britance so ponovno pregnali, le da so se po več dneh neviht ponovno združili z večjo silo, da bi napadli rimski tabor. Ta napad je bil v krvavem begu popolnoma odbit z improvizirano konjenico, ki jo je Commius zbral od prorimskih Britancev in rimsko politiko požgane zemlje.
Sezona pohodov je bila skoraj končana in legije niso bile v stanju, da bi prezimile na obali Kenta. Cezar se je umaknil čez Rokavski preliv z čim več ladjami, ki jih je bilo mogoče popraviti z naplavinami z razbitin.

### Zaključek
Cezar se je znova za las izognil katastrofi. Odprava premalo močne vojske z malo zalogami v oddaljeno deželo je bila slaba taktična odločitev, ki bi zlahka privedla do Cezarjevega poraza, a je kljub temu preživel. Čeprav v Britaniji ni dosegel nobenih pomembnih dosežkov, je s samim izkrcanjem dosegel monumentalen podvig. Bila je tudi čudovita propagandna zmaga, ki je bila dokumentirana v Cezarjevem delu Commentarii de Bello Gallico. Zapisi v Commentarii so Rimu redno zagotavljali novice o Cezarjevih podvigih (z njegovim osebnim pogledom na dogodke). Cezarjev cilj prestiža in publicitete je bil izjemno uspešen: po vrnitvi v Rim so ga pozdravili kot junaka in mu priredili 20-dnevno zahvalo brez primere. 

## Druga invazija (54 pr. n. št.)

### Priprave
Cezarjev pristop pozimi 55–54 pr. n. št. k invaziji leta 54 pr. n. št. je bil veliko bolj obsežen in uspešen kot njegova začetna odprava. Čez zimo so zgradili nove ladje, pri čemer so uporabili izkušnje venetske ladjedelniške tehnologije, ki je bila širša in nižja za lažje pristajanje na obali, Cezar pa je zdaj vzel s seboj 800 ladij, pet legij (namesto dveh) in 2.000 konjenikov. Preostanek svoje vojske je pustil v Galiji, da bi vzdrževal red. Cezar je s seboj vzel kar nekaj galskih poglavarjev, ki jih je imel za nezanesljive, da bi jih lahko nadzoroval. 
Tokrat je za izhodišče imenoval Portus Itius.

### Prečkanje in izkrcanje
Tit Labien je bil puščen v Portus Itiusu, da bi nadzoroval redne prevoze hrane od tam do britanskega mostišča. Vojaškim ladjam se je pridružila flota trgovskih ladij, ki so jih vodili Rimljani in provincialci z vsega cesarstva ter lokalni Galci v upanju, da bodo izkoristili trgovske priložnosti. Zdi se bolj verjetno, da številka, ki jo Cezar navaja za floto (800 ladij), vključuje tudi te trgovce in prevoze vojakov, ne pa samo prevoze vojakov.
Rimska flota je zvečer odplula iz Francije, da bi se vojska lahko izkrcala podnevi. Upali so, da bodo s pomočjo vetra prečkali Rokavski preliv, a se je opolnoči veter umiril in plima Rokavskega preliva jih je odnesla predaleč proti severovzhodu, ob sončnem vzhodu pa so v daljavi na levi zagledali Britanijo. Uspelo jim je veslati in izkoristiti obrnjeno plimo, da so prispeli na mesto, ki je bilo prejšnje leto določeno kot najboljše mesto za izkrcanje.
Britanci so se zbrali, da bi nasprotovali izkrcanju, a kot navaja Cezar, so se zaradi velikosti flote umaknili »in skrili na višje ležeče mesto«, morda zato, da bi si dali čas za zbiranje sil. Cezar se je izkrcal in takoj odšel iskat britansko vojsko.

### Kentska kampanja
Po izkrcanju je Cezar pustil Kvinta Atrija, da je poveljeval kraji uzkrcanja z legijo, ki je zgradila in branila oporišče. Nato se je takoj ponoči odpravil 12 mi (19 km) v notranjost, kjer je pri rečnem prehodu, verjetno nekje na reki Stour, naletel na britanske sile. Britanci so napadli, a so bili odbiti in poskušali so se pregrupirati na utrjenem mestu v gozdovih, morda v gradišču v gozdu Bigbury Camp,, vendar so bili spet poraženi in razkropljeni. Ker je bilo že pozno in Cezar ni imel inormacij o okolici, je prekinil zasledovanje in se utaboril.
Vendar pa je naslednje jutro, ko se je pripravljal na nadaljnje napredovanje, Cezar od Kvinta Atrija prejel sporočilo, da so se njegove zasidrane ladje v nevihti znova razbile druga ob drugo in utrpele znatno škodo. Izgubljenih jih je bilo približno štirideset. Rimljani niso bili vajeni plimovanja in neviht Atlantika in Rokavskega preliva, a kljub temu je bilo glede na škodo, ki jo je utrpel prejšnje leto, s Cezarjeve strani to slabo načrtovanje. Vendar je Cezar morda pretiraval s številom razbitih ladij, da bi poudaril svoj lasten dosežek pri reševanju situacije. Vrnil se je na obalo, poklical legije, ki so odšle naprej in se takoj lotil popravila svoje flote. Njegovi možje so delali dan in noč približno deset dni, nasedali plovila na obalo in popravljali ladje ter okoli njih gradili utrjen tabor. Labienu so poslali sporočilo, naj pošlje več ladij.
Cezar je bil na obali 1. septembra, od koder je napisal pismo Ciceronu. Cezarja je morala novica o smrti njegove hčerke Julije doseči takrat, saj se je Ciceron vzdržal odgovora »zaradi žalovanja«.

### Pohod v notranjost
Cezar se je nato vrnil na prehod Stour in ugotovil, da so Britanci tam zbrali svoje sile. Cassivellaunus, vojskovodja severno od Temze je bil prej v vojni z večino britanskih plemen. Pred kratkim je strmoglavil kralja mogočnega plemena Trinovantesa in njegovega sina Mandubracija prisilil v izgnanstvo. Zdaj pa so Britanci soočeni z invazijo imenovali Cassivellauna za vodjo svojih združenih sil. Po več neodločnih spopadih, med katerimi je bil ubit rimski tribun Quintus Laberius Durus, so Britanci napadli skupino treh legij pod poveljstvom Gaja Trebonija, ki so iskale hrano, vendar jih je zasledujoča rimska konjenica odbila in premagala.
Cassivellaunus je spoznal, da Cezarja ne more premagati v odprti bitki. Razpustil je večino svojih sil in se zanašal na mobilnost svojih 4.000 vozov ter boljše poznavanje terena, s taktiko gverilskega bojevanja pa je upočasnil rimsko napredovanje. Ko je Cezar dosegel Temzo, je bilo edino prehodno mesto, ki mu je bilo na voljo, utrjeno z nabrušenimi koli tako na obali kot pod vodo in daljni breg je bil branjen. Viri iz drugega stoletja navajajo, da je Cezar uporabil velikega bojnega slona, ki je bil opremljen z oklepom in je v svojem stolpu nosil lokostrelce in fračarje, da bi branilce pregnal v beg. Ko je to neznano bitje vstopilo v reko, so Britanci in njihovi konji zbežali, rimska vojska pa je prečkala reko in vstopila na ozemlje Cassivellaunusa. To je morda zmeda s tem, da je Klavdij med svojim osvajanjem Britanije leta 43 n. št. uporabljal slone.
Trinovanti, ki jih Cezar opisuje kot najmočnejše pleme v regiji in ki so pred kratkim trpeli pod Cassivellaunusovimi rokami, so poslali odposlance, ki so obljubili mu pomoč in zaloge. Mandubracij, ki je Cezarja spremljal, je bil ponovno postavljen za kralja, Trinovanti pa so zagotovili žito in talce. Pet nadaljnjih plemen, Cenimagni, Segontiaci, Ankaliti, Bibroci in Cassi se je predalo Cezarju in mu razkrilo lokacijo Cassivellaunusove trdnjave, morda gradišča na hribu Wheathampstead,, ki ga je nato oblegal.
Cassivellaunus je svojim zaveznikom v Kentu, Cingetorixu, Carviliju, Taksimagulu in Segovaksu, opisanimi kot "štirje kralji plemena  Kanti", poslal sporočilo, naj izvedejo diverzantski napad na rimsko mostišče, da bi odvrnili Cezarja, vendar ta napad ni uspel in Cassivellaunus je poslal odposlance, da bi se pogajali o predaji. Cezar se je zaradi naraščajočih nemirov želel vrniti v Galijo za zimo, zato je Commius posredoval pri sporazumu. Cassivellaunus je dal talce, privolil v letni tribut in se zavezal, da se ne bo vojskoval proti Mandubraciju ali Trinovantom. Cezar je 26. septembra pisal Ciceronu in potrdil izid pohoda s talci, a brez plena ter da se bo njegova vojska kmalu vrnila v Galijo. Nato je odšel, ne da bi v Britaniji pustil niti enega rimskega vojaka, ki bi uveljavil njegove pogoje miru. Ali je bil davek kdaj plačan ni znano.
Cezar je Rimu izterjal plačilo žita, sužnjev in letnega davka. Vendar Britanija takrat ni bila posebej bogata; Marcus Cicero je povzel rimsko razpoloženje z besedami: »Ugotovljeno je bilo tudi, da na otoku ni niti kančka srebra in ni upanja na plen, razen sužnjev Predloga:En dash, in mislim, da ne pričakujete, da bodo vedeli veliko o literaturi ali glasbi!« Ne glede na to je bilo to drugo potovanje v Britanijo prava invazija in Cezar je dosegel svoje cilje. Ena od razlag je, da je premagal Britance in izterjal davek; zdaj so bili dejansko rimski podložniki. Cezar je bil do plemen popustljiv, saj je moral oditi, preden se je začela nevihtna sezona, zaradi katere bi bil prehod čez kanal nemogoč. 
Vendar pa druga razlaga podrobnosti pravi, da je Cezar sklenil slabo izvršljivo pogodbo s Catuvellauni, kar kaže na to, da Britanci niso dosegli odločilne zmage. Cezar je dosegel priljubljenost med rimskim ljudstvom, Cassivellaunus pa je ohranil avtonomijo Britancev. To dokazuje naslednji prepoznavni kralj Trinovantov, znan iz numizmatičnih dokazov, Addedomar, ki je prevzel oblast okoli 20–15 pr. n. št. in preselil glavno mesto plemena v Camulodunum. Za kratek čas okoli 10 pr. n. št. je Tasciovanus iz plemena Catuvellaunov izdajal kovance iz Camulodunuma, kar kaže na to, da je osvojil Trinovante in s tem neposredno kršil pogodbo.

## Posledice
Commius je kasneje prestopil na drugo stran in se boril v Vercingetoriksovem uporu. Po številnih neuspešnih spopadih s Cezarjevimi silami je pobegnil v Britanijo. Sekstus Julij Frontinus v svojih Strategemata opisuje, kako so se Commius in njegovi privrženci, ki jih je Cezar zasledoval, vkrcali na njihove ladje. Čeprav je bila plima in so ladje še vedno nasedale, je Commius ukazal dvigniti jadra. Cezar, ki je bil še vedno precej oddaljen, je domneval, da ladje plavajo in prekinil zasledovanje. John Creighton meni, da je bila ta anekdota legenda in da je bil Commius poslan v Britanijo kot prijateljski kralj kot del premirja z Markom Antonijem. Commius je ustanovil dinastijo na območju Hampshire (znano iz kovancev galsko-belgijskega tipa). Verica, kralj, čigar izgnanstvo je spodbudilo Klavdija k rimskemu osvajanju Britanije leta 43 n. št., se je imel za sina Commiusa.

## Odkritja o Britaniji
Poleg tega, da je Cezar opazil elemente britanskega vojskovanja, zlasti uporabo bojnih voz, ki so bili rimskemu občinstvu neznani, je želel nanje narediti vtis tudi z nadaljnjimi geografskimi, meteorološkimi in etnografskimi raziskavami Britanije. 
Te je verjetno pridobil z poizvedovanjem in govoricami, ne pa z neposrednimi izkušnjami, saj ni prodrl tako daleč v notranjost, in večina zgodovinarjev bi bila previdna pri njihovi uporabi zunaj plemen, s katerimi je prišel v neposreden stik.

### Geografska in meteorološka odkritja
Cezarjeva odkritja iz prve roke so bila omejena na vzhodni Kent in dolino Temze, vendar je lahko opisal geografijo in meteorologijo otoka. Čeprav njegove meritve niso povsem natančne in morda nekaj dolgujejo Piteasu, se zdijo njegovi splošni sklepi še danes veljavni:
Podnebje je bolj zmerno kot v Galiji, mrazi so manj hudi.
Otok ima trikotno obliko, ena od njegovih strani pa je nasproti Galiji. En kot te strani, ki je v Kentu, kamor so usmerjene skoraj vse ladje iz Galije, [gleda] proti vzhodu; spodnji pa proti jugu. Ta stran se razteza približno 500 mi (800 km). Druga stran leži proti Hispaniji in zahodu, na katerem je Irska, ki je po ocenah za polovico manjša od Britanije: vendar je prehod iz nje v Britanijo enako dolg kot prehod iz Galije. Sredi tega potovanja je otok, ki se imenuje Mona: tam naj bi ležalo še veliko manjših otokov, za katere so nekateri zapisali, da je v času zimskega solsticija tam trideset zaporednih dni noč. Mi v naših poizvedbah o tej zadevi nismo ugotovili ničesar, razen tega, da smo z natančnimi meritvami z vodo ugotovili, da so noči tam krajše kot na celini. Dolžina te strani, kot navaja njihov zapis, je 700 mi (1.100 km). Tretja stran je proti severu, nasproti kateremu delu otoka ni nobene kopne zemlje; vendar je kot te strani obrnjen predvsem proti Germaniji. Šteje se, da je ta stran dolga 800 mi (1.300 km). Tako ima celoten otok obseg približno 2.000 mi (3.200 km).
Rimljanom pred Cezarjevimi odpravami niso bile na voljo nobene informacije o pristaniščih ali drugih izkrcalnih mestih, zato je Cezar lahko odkril stvari, ki so koristile rimskim vojaškim in trgovskim interesom. Volusenova izvidniška plovba pred prvo odpravo je očitno odkrila naravno pristanišče pri Dubris (Dover), čeprav Cezarju tam ni bilo dovoljeno pristati in je bil prisiljen pristati na odprti plaži, kar je storil tudi naslednje leto, morda zato, ker je bil Dover premajhen za njegove veliko večje sile. Velika naravna pristanišča dlje ob obali pri[Rutupiae (Richborough), ki jih je Klavdij uporabil za svojo invazijo 100 let pozneje, niso bila uporabljena v nobeni od teh priložnosti. Cezar se jih morda ni zavedal, se je morda odločil, da jih ne bo uporabil ali pa v tistem času niso obstajali v obliki, primerni za zavetje in izkrcanje tako velike sile. Sedanje znanje o obdobju geomorfologije Wantsumskega kanala, ki je ustvarilo to zatočišče, je omejeno.
Do Klavdijevega časa se je rimsko znanje o otoku znatno povečalo zaradi stoletja trgovine in diplomacije ter štirih neuspešnih poskusov invazije. Vendar pa je verjetno, da so se obveščevalne informacije zbrane v letih 55 in 54 pr. n. št. ohranile v zdaj izgubljenih državnih evidencah v Rimu in jih je Klavdij uporabil pri načrtovanju svojih izkrcanj.

### Etnografija
Britanci so opredeljeni kot tipični barbari z poligamijo in drugimi eksotičnimi družbenimi navadami, v marsičem podobni Galcem,, vendar kot pogumni nasprotniki, katerih uničenje lahko prinese slavo Rimu:
Notranji del Britanije naseljujejo tisti, za katere pravijo, da se po izročilu rodijo na samem otoku: pomorski del pa tisti, ki so prišli iz dežele Belgov zaradi plenjenja in vojskovanja; skoraj vsi so poimenovani po imenu tistih držav, iz katerih so tja prišli in ko so se vojskovali, so tam ostali in začeli obdelovati zemljo. Število ljudi je nešteto, njihove zgradbe pa izjemno številne, večinoma zelo podobne tistim pri Galcih ... Ne smatrajo za dovoljeno jesti zajca, petelina in gosi; vendar jih gojijo za zabavo in veselje.
Najbolj civilizirani od vseh teh narodov so tisti, ki naseljujejo Kent, ki je v celoti pomorsko okrožje in se ne razlikujejo veliko od galskih običajev. Večina prebivalcev v notranjosti ne seje žita, ampak živi od mleka in mesa ter je oblečena v kože. Vsi Britanci se barvajo z voto, ki jim daje modrikasto barvo, zato so v boju videti bolj grozni. Nosijo dolge lase in imajo obrite vse dele telesa, razen glave in zgornje ustnice. Deset in celo dvanajst jih ima skupne žene, zlasti bratje med brati in starši med svojimi otroki; če pa imajo s temi ženami kakšne otroke, se ti štejejo za otroke tistih, s katerimi se je vsaka prvič poročila kot devica.

### Vojska
Poleg pehote in konjenice so Britanci v vojskovanju uporabljali tudi bojne vozove, kar je bilo za Rimljane novost, saj so jih uporabljali za prevoz in dirke. Cezar opisuje njihovo uporabo takole:
Njihov način bojevanja z bojnimi vozovi je naslednji: najprej se vozijo v vse smeri in mečejo orožje ter na splošno s strahom pred konji in hrupom koles prebijajo sovražnikove vrste; in ko se prebijejo med konjeniške čete, skočijo s svojih bojnih vozov in se spopadejo peš. Medtem se vozniki vozov nekoliko umaknejo iz bojišča in se tako postavijo k vozom, da se lahko v primeru, da bi njihove poveljnike premagala številčna sovražnikova moč, hitro umaknejo k svojim četam. Tako v bitki pokažejo hitrost konjenic [skupaj z] odločnostjo pehote; in z vsakodnevno prakso in vadbo dosežejo takšno spretnost, da so navajeni, tudi na strmem in položnem terenu, ustaviti svoje konje pri polni hitrosti, jih v trenutku obvladati in obrniti ter steči vzdolž droga, se postaviti na jarem in se od tam z največjo hitrostjo spet odpraviti do svojih vozov.

### Tehnologija
Med Cezarjevo državljansko vojno je Cezar uporabljal vrsto čolna, ki ga je videl v uporabi v Britaniji, podoben irskemu currachu ali valižanskemu coraclu. Opisuje jih takole:
[K]obilice in rebra so bile narejene iz lahkega lesa, preostali del trupa ladij pa je bil iz protja in prekrit s kožami.

### Religija
"Domneva se, da je institucija druidizma nastala v Britaniji in od tam uvedena v Galijo; in celo zdaj se tisti, ki se želijo z njo podrobneje seznaniti, običajno tja odpravijo, da bi se je naučili."

### Gospodarski viri
Cezar tega ne raziskuje le zaradi tega, ampak tudi za upravičevanje Britanije kot bogatega vira davka in trgovine:
[Š]tevilo goveda je veliko. Kot denar uporabljajo bodisi medeninske bodisi železne obroče z določeno težo. Kositer se proizvaja v osrednjih regijah; v pomorskih regijah železo; vendar je njegova količina majhna: uporabljajo medenino, ki se uvaža. Tam, tako kot v Galiji, je les vseh vrst, razen bukve in jelke.
Ta omemba 'osrednje regije' je netočna, saj se je proizvodnja in trgovina s kositrom odvijala na jugozahodu Anglije, v Cornwallu in Devonu in je bilo tisto, kar je privabljalo Piteja in druge trgovce. Vendar je Cezar prodrl le do Essexa in ker je tam prejemal poročila o trgovini, bi bilo enostavno zlahka razumeti, da trgovina prihaja iz notranjosti.

## Izid
Cezar v Britaniji ni osvajal, vendar je njegovo ustoličenje Mandubracija zaznamovalo začetek sistema rimskih klientskih kraljestev v Britaniji, s čimer je otok prišel v rimsko sfero političnega vpliva. Diplomatske in trgovske vezi so se v naslednjem stoletju še naprej razvijale, kar je odprlo možnost trajne osvojitve, ki jo je končno začel Klavdij leta 43 n. št. Po besedah Tacita:
Pravzaprav je bil pobožanstveni Julij tisti, ki je prvi od vseh Rimljanov vstopil v Britanijo z vojsko: z uspešno bitko je prestrašil domačine in postal gospodar obale; vendar bi lahko rekli, da je Britanijo razkril Rimu, namesto da bi jo zapustil.
Mark Anej Lukan se v delu "Pharsalia" (II,572) posmehuje Cezarju:
...v strahu pobegnili pred Britanci, ki jih je prišel napasti!